# 赞氏蜂鸟
，是雨燕目蜂鸟科的一种鸟类。
赞氏蜂鸟体重约3.4克，翼长约50.8毫米，嘴峰长约17.8毫米，喙宽度约2.6毫米，喙厚度约2毫米，跗蹠长约5毫米，尾长约29.8毫米。赞氏蜂鸟在其分布区内为留鸟，其栖息在半开放的灌木丛中，食性为草食性，主要食物来源是植物的花蜜。
赞氏蜂鸟分布于下加利福尼亚南部的干旱灌丛。该物种是单型物种，没有亚种分化。